# Benditera

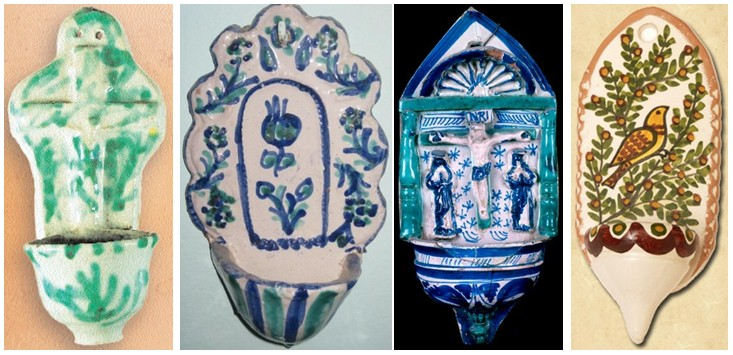
Cuatro modelos de pililla benditera o aguabenditeras de loza popular española. De izq. a dcha: Aretxabaleta (País Vasco), Fajalauza (Granada), Teruel (Aragón) y Pozancos (Castilla-La Mancha).

Las benditeras, aguabenditeras o pilas benditeras son utensilios que contienen un recipiente con agua bendita y que se cuelgan de los muros de la vivienda para persignarse o santiguarse. 
Las benditeras son una versión doméstica de las pilas de agua bendita que se encuentran a la entrada de las iglesias, evocando las fuentes de agua tradicionalmente en el entorno o el interior de los lugares religiosos y mágicos. En su uso doméstico popular suelen colocarse junto a la puerta de entrada o en los dormitorios y sirven para que sus dueños se santigüen al acostarse o levantarse. Pueden definirse como pequeñas planchas o placas, generalmente ovaladas, sobre las que se han tallado o moldeado diversos motivos, y en conjunto decoradas. En su parte inferior frontal incluyen un recipiente de poca profundidad destinado a contener agua bendita. La definición técnica en alfarería, más sencilla y clara, las describe como piezas cerámicas de forma variada, pero siempre con una concavidad para contener el agua.
En la alfarería española es una pieza muy común, fácilmente rastreable no sólo en los grandes centros como Manises, Talavera de la Reina o Sevilla, sino en los más recónditos alfares de la geografía peninsular y balear, pero no en Canarias. Se han publicado algunos estudios concretos como los realizados por Isabel Álvaro Zamora.
Aunque existen benditeras de madera, mármol, metal o piedra, la mayoría son de cerámica. Fueron objeto de colección por parte de particulares. Ya desprovistas de todo significado religioso, se adquieren y usan simplemente como piezas de adorno. Asimismo se fabrican innumerables modelos laicos, e incluso se venden moldes en blanco para "colorear" con o sin cocción.

Benditeras
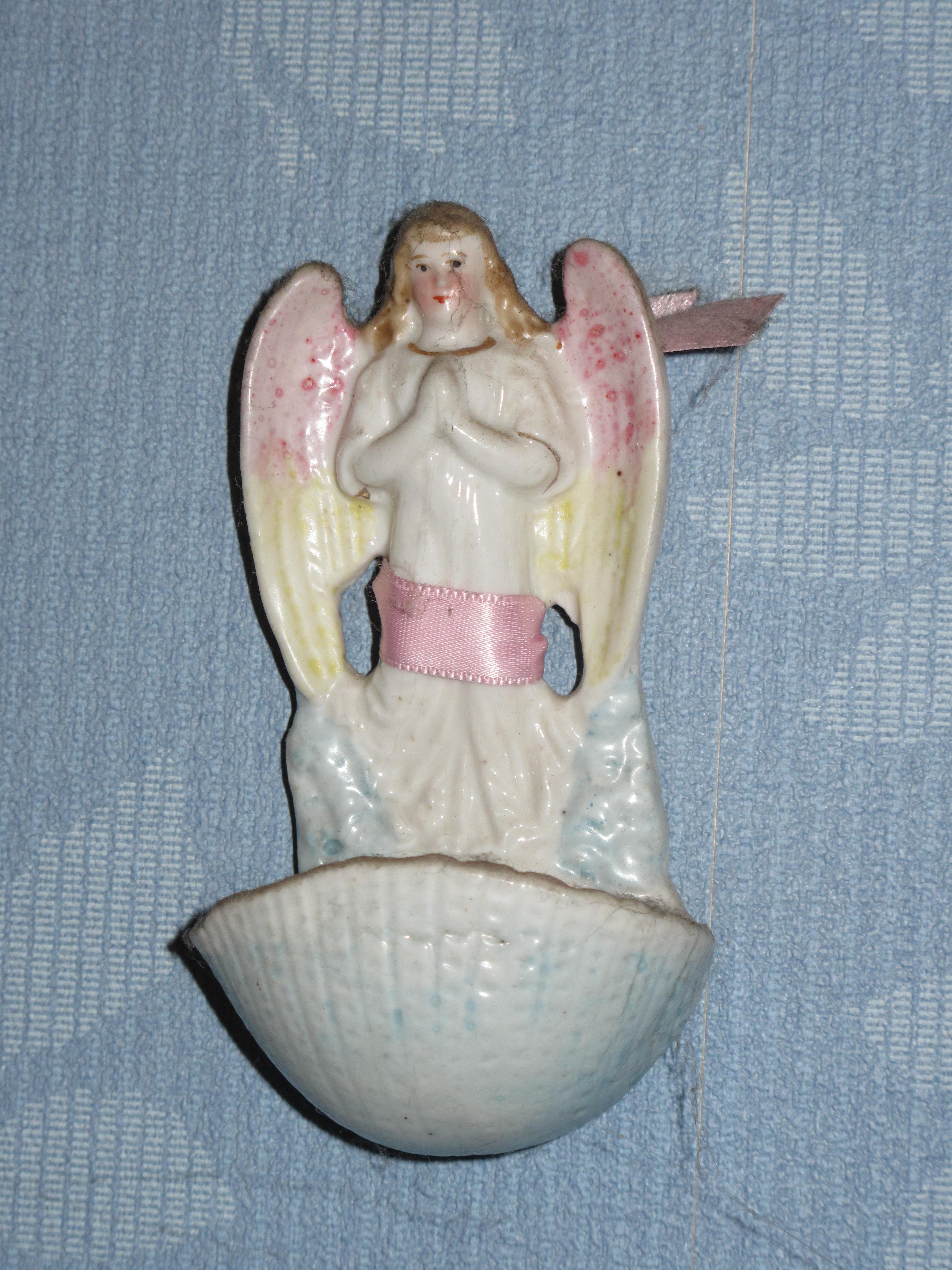
Benditera de loza fina (origen borgoñón).
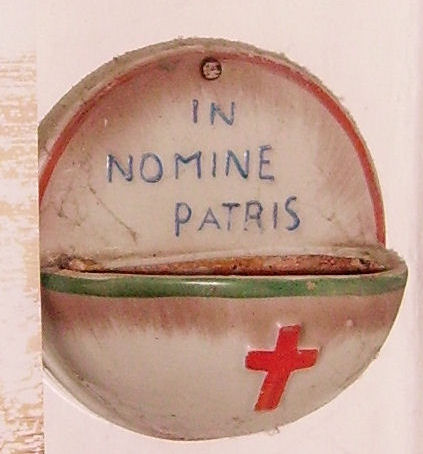
Benditera de loza con la leyenda «en el nombre del Padre».
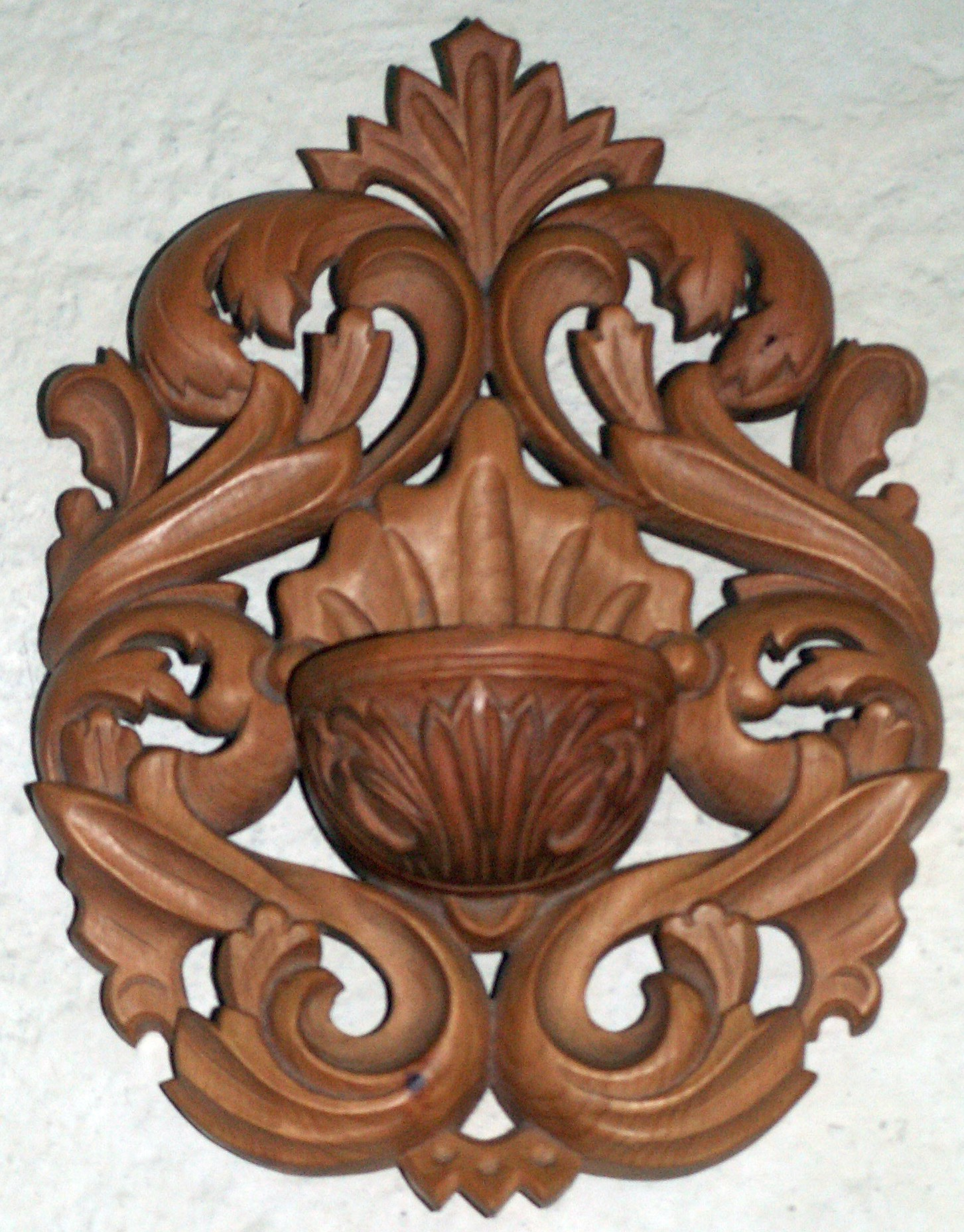
Benditera de madera (origen austriaco).
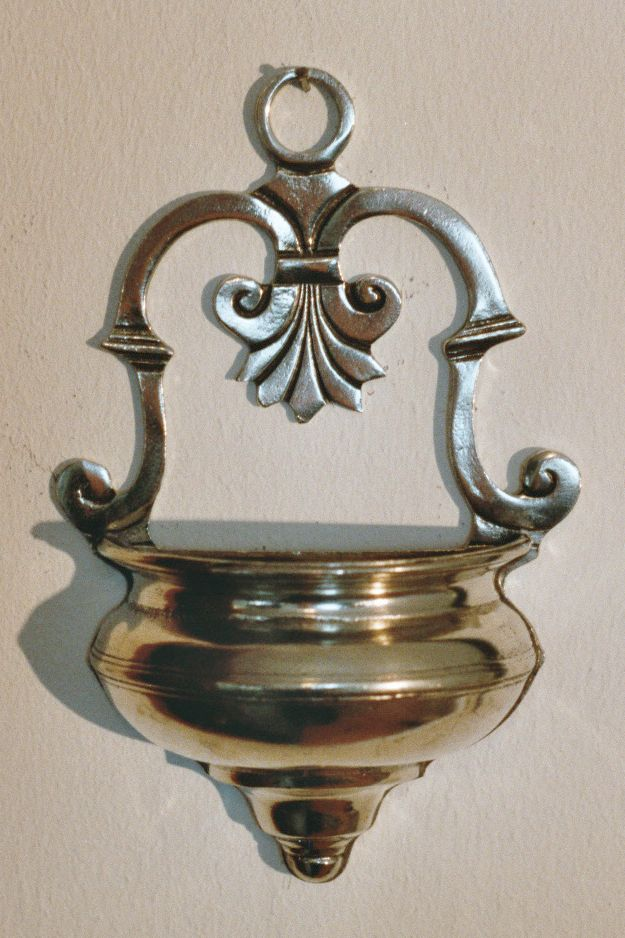
Benditera de metal (origen alemán).